# Tecla de función de recuperación en computadoras
La funcionalidad de la tecla de recuperación proporcionada en las computadoras se encuentra patentada con el número de solicitud: CN 201120194606, la cual fue presentada el 3 de junio de 2011 y publicada  el 9 de mayo de 2012, el solicitante registrado es:  海尔信息科技(深圳)有限公司, 海尔集团公司
Dicha tecla  es un componente de la placa principal (Main board) de la computadora. La placa principal está dotada de una unidad de control, y un interruptor (switch), el cual se encuentra dispuesto en la cubierta de la computadora. El interruptor (switch) esta eléctricamente conectado con la placa principal. La unidad de control en la placa principal de la computadora se utiliza para controlar si el equipo debe iniciar una recuperación del sistema. Anteriormente se había diseñado un sistema similar el cual se basaba en el de los circuitos GPIO, dicha técnica se encuentra en la patente número CN1896915A. La implementación del diseño del circuito GPIO era relativamente complicada, por lo anterior se requirió un rediseño.
Cuando el equipo se pone en marcha, una unidad de control en la placa principal detecta señales de control en dos extremos de una interfaz y determina si el equipo debe entrar en  recuperación del programa del sistema de acuerdo a la intensidad de las señales del control, siendo con ello capaz de obtener la recuperación del funcionamiento del sistema de ordenador bajo la condición de un circuito simplificado.Con el anterior se logra que los usuarios realicen la recuperación del sistema evitando una instalación errónea del sistema y así la experiencia de usuario se logra mejorar.